# Райсбах (Фільс)
Райсбах (нім. Reisbach) — громада в Німеччині, знаходиться в землі Баварія. Підпорядковується адміністративному округу Нижня Баварія. Входить до складу району Дінгольфінг-Ландау.
Площа — 94,16 км2. Населення становить 7831 ос. (станом на 31 грудня 2020).